# Up in the Sky (singolo)
Up in the Sky è un singolo del gruppo musicale svizzero 77 Bombay Street, pubblicato il 24 aprile 2011 come terzo estratto dal primo album studio Up in the Sky.

## Tracce
CD/download digitale
1. Up in the Sky – 3:48

## Formazione
- Matt Buchli - voce, chitarra acustica
- Joe Buchli - chitarra elettrica
- Simri-Ramon Buchli - basso
- Esra Buchli - batteria